# 프랑스령 폴리네시아의 대통령

프랑스령 폴리네시아의 문장

프랑스령 폴리네시아의 대통령(프랑스어: Président de la Polynésie française)은 프랑스령 폴리네시아 자치정부의 국가원수다.

## 역대 대통령 목록
| 대                           | 사진                       | 이름                                      | 임기                               | 정당                       |
| 프랑스령 폴리네시아의 총리   | 프랑스령 폴리네시아의 총리 | 프랑스령 폴리네시아의 총리                | 프랑스령 폴리네시아의 총리         | 프랑스령 폴리네시아의 총리 |
| ---------------------------- | -------------------------- | ----------------------------------------- | ---------------------------------- | -------------------------- |
| 1                            |                            | 개스턴 플라스 (Gaston Flosse)             | 1984년 9월 14일 ~ 1987년 2월 12일  | 폴리네시아 인민전선        |
| 2                            |                            | 잭키 테우이라 (Jacky Teuira)              | 1987년 2월 12일 ~ 1987년 12월 9일  | 폴리네시아 인민전선        |
| 3                            |                            | 알렉산더 레온티에프 (Alexandre Léontieff) | 1987년 12월 9일 ~ 1991년 4월 4일   | 테 티아라마                |
| (1)                          |                            | 개스턴 플라스 (Gaston Flosse)             | 1991년 4월 4일 ~ 2004년 2월 27일   | 폴리네시아 인민전선        |
| 프랑스령 폴리네시아의 대통령 |                            |                                           |                                    |                            |
| (1)                          |                            | 개스턴 플라스 (Gaston Flosse)             | 2004년 2월 27일 ~ 2004년 6월 30일  | 폴리네시아 인민전선        |
| 4                            |                            | 오스카르 테마루 (Oscar Temaru)            | 2004년 6월 30일 ~ 2004년 10월 9일  | 인민의 종                  |
| (1)                          |                            | 개스턴 플라스 (Gaston Flosse)             | 2004년 10월 9일 ~ 2005년 3월 3일   | 폴리네시아 인민전선        |
| (4)                          |                            | 오스카르 테마루 (Oscar Temaru)            | 2005년 3월 3일 ~ 2006년 12월 26일  | 인민의 종                  |
| 5                            |                            | 개스턴 통 생 (Gaston Tong Sang)           | 2006년 12월 26일 ~ 2007년 9월 13일 | 폴리네시아 인민전선        |
| (4)                          |                            | 오스카르 테마루 (Oscar Temaru)            | 2007년 9월 13일 ~ 2008년 2월 23일  | 인민의 종                  |
| (1)                          |                            | 개스턴 플라스 (Gaston Flosse)             | 2008년 2월 23일 ~ 2008년 4월 15일  | 폴리네시아 인민전선        |
| (5)                          |                            | 개스턴 통 생 (Gaston Tong Sang)           | 2008년 4월 15일 ~ 2009년 2월 12일  | 폴리네시아 우리 모두의 집  |
| (4)                          |                            | 오스카르 테마루 (Oscar Temaru)            | 2009년 2월 12일 ~ 2009년 11월 25일 | 인민의 종                  |
| (5)                          |                            | 개스턴 통 생 (Gaston Tong Sang)           | 2009년 11월 25일 ~ 2011년 4월 1일  | 폴리네시아 우리 모두의 집  |
| (4)                          |                            | 오스카르 테마루 (Oscar Temaru)            | 2011년 4월 1일 ~ 2013년 5월 17일   | 인민의 종                  |
| (1)                          |                            | 개스턴 플라스 (Gaston Flosse)             | 2013년 5월 17일 ~ 2014년 9월 5일   | 폴리네시아 인민전선        |
| -                            |                            | 누하우 로어리(대행) (Nuihau Laurey)       | 2014년 9월 5일 ~ 2014년 9월 12일   | 폴리네시아 인민전선        |
| 6                            |                            | 에두아르 프리슈 (Édouard Fritch)          | 2014년 9월 12일 ~ 2023년 5월 12일  | 폴리네시아 인민전선        |
| 7                            |                            | 모에타이 브라더슨 (Moetai Brotherson)     | 2023년 5월 12일 ~ 현재             | 폴리네시아 인민전선        |

## 같이 보기
- 타히티의 역대 군주